# 台中港

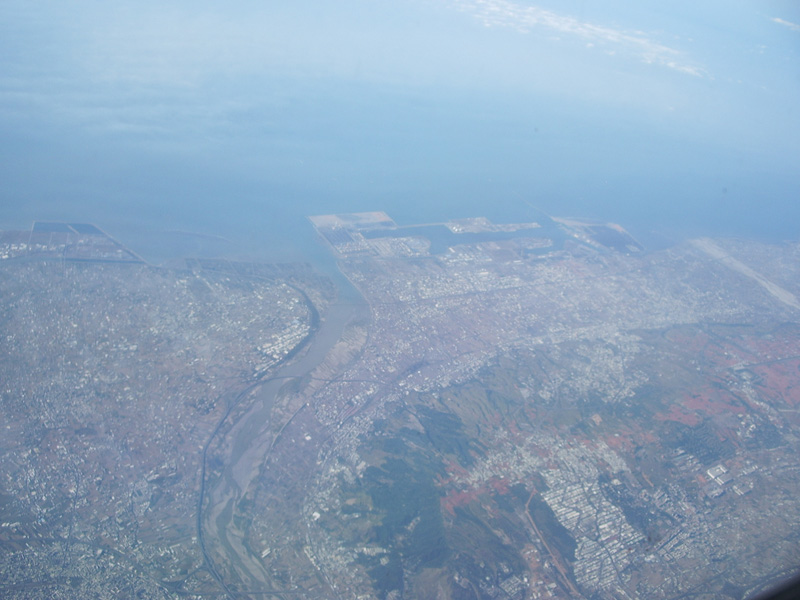
台中港の航空写真

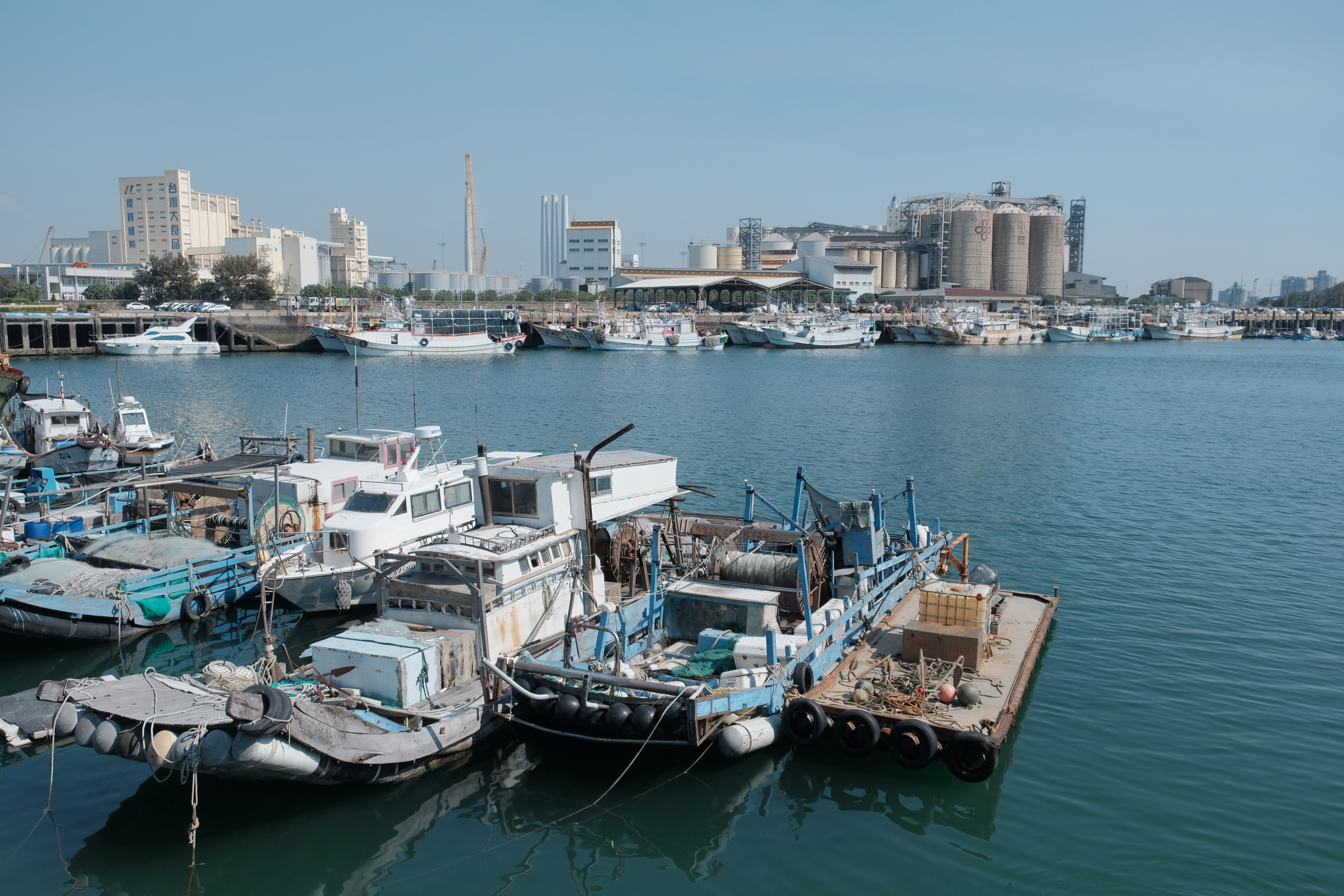
梧棲漁港

台中港（たいちゅうこう）は台湾中部、台中市にある港湾である。砂浜海岸を掘削して建設された掘込式の港湾である。総面積3760アール、水域面積970アール、陸地面積2800アール。
日本統治時代、同地区に新高港の築港工事があったが、太平洋戦争の影響で中止された。その後、中華民国統治下の1973年10月に建設が開始され、1976年10月に一部を供用開始して開港し、1983年に第1期工事が完成している。
1995年の段階では、外貿コンテナふ頭5、雑貨ふ頭15、ばら積貨物ふ頭2、液体貨物ふ頭6、セメントふ頭3、穀物ふ頭2、石炭ふ頭2の施設を有していた。

## 鉄道貨物輸送
港湾の建設に併せて台湾鉄路管理局西部幹線海岸線甲南駅（現・台中港駅）から分岐する貨物支線（台中港線）が建設され、1976年10月に開業した。その後、1985年に分岐駅の甲南駅が台中港駅に、終点の台中港駅が台中港駅貨運辦公室（台中港駅貨物運輸事務所）駅にそれぞれ改称されている。
また、石炭ふ頭に陸揚げされる輸入石炭の発送は、海岸線龍井駅から行われることとなった。

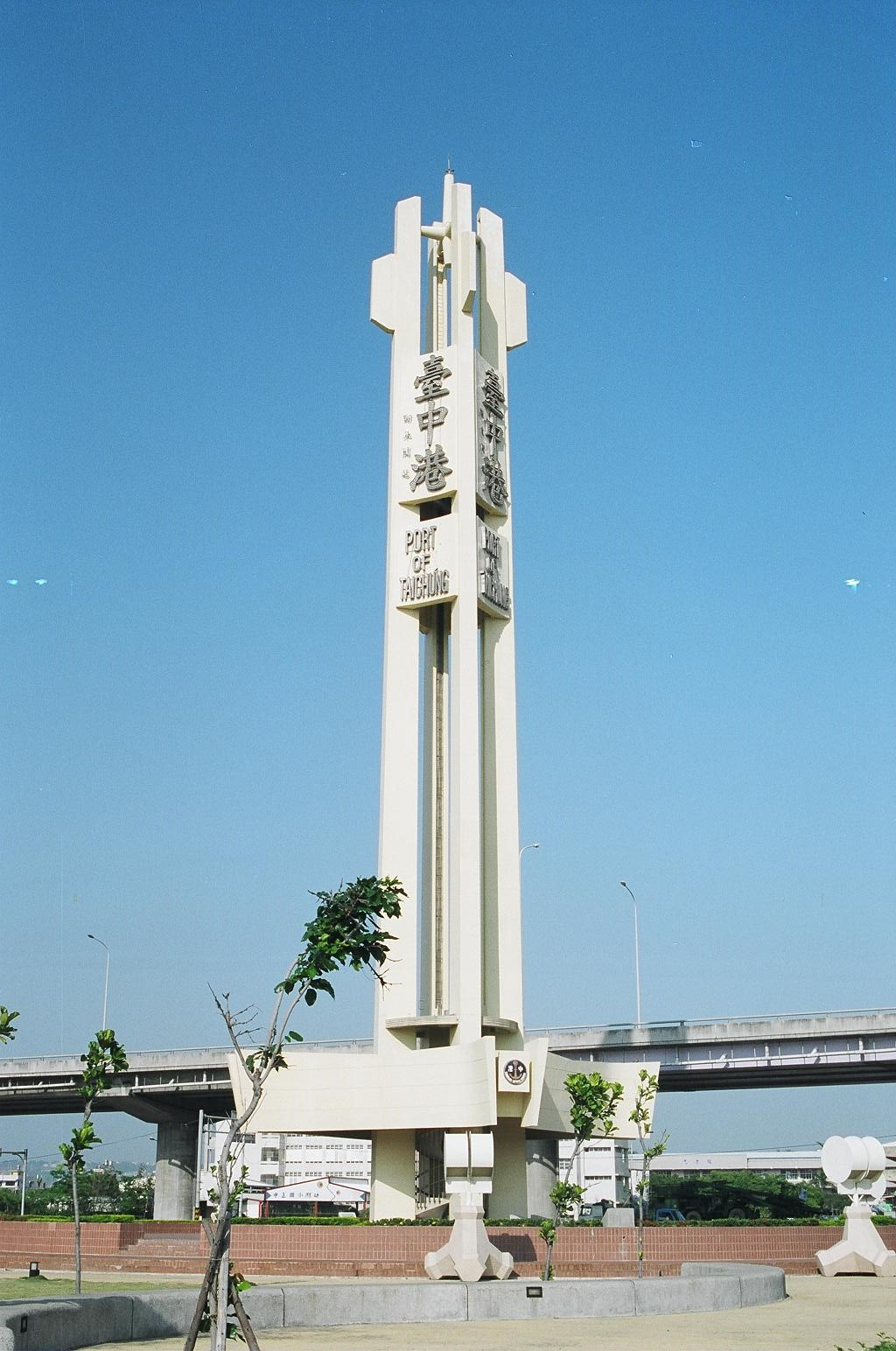
台中港

これらの鉄道駅からは台中港の主要なふ頭に引込線が設けられ、輸入穀物の製粉工場への輸送や輸入石炭の台湾北部の火力発電所への輸送、内陸のセメント工場からの輸出セメントの輸送などに利用されているが、道路輸送との競合や、製粉工場の減少、一部の火力発電所の運転休止などにより輸送量は減少している。